# Fabbrico
Fabbrico is een gemeente in de Italiaanse provincie Reggio Emilia (regio Emilia-Romagna) en telt 6620 inwoners (31-12-2021). De oppervlakte bedraagt 23,0 km², de bevolkingsdichtheid is 240 inwoners per km².
De volgende frazioni maken deel uit van de gemeente: Ponte Bisciolino, Rifugio.

## Demografie
Fabbrico telt ongeveer 2400 huishoudens. Het aantal inwoners steeg in de periode 1991-2001 met 5,6% volgens cijfers uit de tienjaarlijkse volkstellingen van ISTAT.
| Jaar | Inwoneraantal |
| ---- | ------------- |
| 1991 | 5224          |
| 2001 | 5517          |

## Geografie
Fabbrico grenst aan de volgende gemeenten: Campagnola Emilia, Carpi (MO), Reggiolo, Rio Saliceto, Rolo.
Albinea · Bagnolo in Piano · Baiso · Bibbiano · Boretto · Brescello · Busana · Cadelbosco di Sopra · Campagnola Emilia · Campegine · Canossa · Carpineti · Casalgrande · Casina · Castellarano · Castelnovo di Sotto · Castelnovo ne' Monti · Cavriago · Collagna · Correggio · Fabbrico · Gattatico · Gualtieri · Guastalla · Ligonchio · Luzzara · Montecchio Emilia · Novellara · Poviglio · Quattro Castella · Ramiseto · Reggio Emilia  · Reggiolo · Rio Saliceto · Rolo · Rubiera · San Martino in Rio · San Polo d'Enza · Sant'Ilario d'Enza · Scandiano · Toano · Ventasso · Vetto · Vezzano sul Crostolo · Viano · Villa Minozzo
- MusicBrainz: 43ce5055-5210-4330-a7a7-fb8bc3740f01
- Virtual International Authority File: 240579066